# Маршрутни воз
Маршрутни воз (енгл. itinerary train, рус. маршрутный поезд) је жељезнички воз упућен из полазне у искрцну станицу директним путем. Формирање и кретање је такво да се избјегава свако заустављање у успутним станицама.
Користе се у војсци за веће и хитне транспорте људства и материјала, посебно током мобилизације и концентрације снага. Возови имају највећи допустив број вагона, гдје год је то могуће извести.